# Владикарс
Владика́рс — хутор в Целинском районе Ростовской области.
Входит в состав Михайловского сельского поселения.

## География
Хутор расположен в 3 км от административного центра поселения — села Михайловка.

## История
Основан русскими переселенцами-молоканами из одноимённого села в Карсской области. Один из известных основателей — Матвей Жуков (похоронен в селе Михайловка).
В настоящее время на территории хутора проживают турки-месхетинцы.

## Население
| 2010 |
| ---- |
| 115  |

## Улицы
Единственная улица хутора названа улицей «Возрождения».